# Milkiland
Milkiland (Милкиленд) — украинская компания, объединяющая 12 предприятий молочной промышленности Восточной Европы.
В 2013 году компания заняла 106-е место в рейтинге 200 крупнейших компаний Украины по версии издания Forbes-Украина.

## История
В 1997—2001 годах группа приобрела пять небольших молокоперерабатывающих предприятий и молокозавод в Сумах. Команда топ-менеджеров была сформирована после прихода в фирму Вячеслава Рекова (генеральный директор до 2011 года) и Ольги Юркевич (сейчас — операционный директор). В 2002 году компания начала торговлю сырами, произведёнными на небольшом заводе «Лактис» (Каменец-Подольский Хмельницкой области), приобретённом в 1997 году. Также был куплен завод по производству сыров в городе Мена (Черниговская область). В 2003—2005 годах осуществлена модернизация предприятий по производству сыров и приобретён Ахтырскый сыркомбинат (Ахтырка), наращены объёмы торговли цельномолочной продукцией, куплены Конотопский молочный завод (Конотоп) и Львовский молочный комбинат (Львов), завод по производству сухого молока в Ромнах.
В 2007 году приобретены Черниговский молокозавод и предприятие «Агролайт» (Кривой Рог), также было создано первое фермерское хозяйство группы «Милкиленд».
По данным газеты Коммерсант в 2007 году «Милкиленд-Украина» занимала третье место на Украине по объёмам производства сыра и цельномолочной продукции, произведя в 2006 году 6,8 % украинского сыра (122 тыс. тонн) и 5,6 % цельномолочной продукции (1,29 млн тонн).
В 2008 году компания купила 75 % акций Останкинского молочного комбината — одного из крупнейших московских производителей цельномолочной продукции в московском регионе, в 2010—2011 году доля Milkiland в предприятии была увеличена до 93,78 %. В июне 2012 года заявлено о намерении стать единоличным собственником «Останкинского молочного комбината»., а через год, в июне 2013 года, выкуплены оставшиеся 4,15 % акций российского предприятия.
В 2008—2009 годы в компании была проведена глобальная финансовая и организационная реструктуризация с целью выхода на международные рынки, осуществлена оптимизация портфеля брендов, сконцентрировав стратегию вокруг трёх основных марок — «Добряна», «Коляда», «Останкинская».
В 2010 году компания провела IPO на Варшавской фондовой бирже, реализовав более 20 % акций головной компании Milkiland N.V., зарегистрированной в Нидерландах, по итогам первичного размещения было получено €59,4 млн.

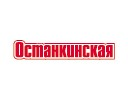
Логотип торговой марки «Останкинская»

В августе 2012 года компания приобрела 100 % акций сыродельного завода Ostrowia (Мазовецкое воеводство, Польша), ожидалось, что проектная мощность предприятия в 15 тыс. т сыров в год будет достигнута после завершения реконструкции производства в 2013—2014 годы[уточнить]. В июле 2013 года сырзавод Ostrowia получил разрешение от украинских контролирующих органов на поставки сыров и сухого молока на территорию Украины.
По итогам 2012 года компания заняла 2-е место по объемам экспорта сыров на российский рынок (29,7 %).
В феврале 2013 года Milkiland приобрела российский сырзавод «Сыродел» (Рыльский район, Курская область), который вскоре был переименован в «Рыльский сыродел», заявлено о планах вложить в модернизацию производственных мощностей предприятия до €4 млн и достижении объёмов производства сыров на заводе 3,5 тыс. тонн в год.

## Руководство
Глава совета директоров — Олег Рожко. Главный исполнительный директор — Анатолий Юркевич . Генеральный директор (CEO) «Милкиленд-Украина» — Константин Лапцов.

## Собственники

Юридические лица группы Milkiland

Собственником 73,52 % акций головной компании Milkiland N.V. является компания "1 Inc. Cooperatief U.A.", основанная Анатолием Юркевичем. 5 % акций через компанию R-Assets Cooperatief U.A. принадлежит бывшему исполнительному директору, нынешнему неисполнительному директору Milkiland N.V. Вячеславу Рекову. 21,48 % акций были размещены на Варшавской фондовой бирже и находятся в свободном обороте.

## Структура
В структуру компании входят 9 предприятий на территории шести областей Украины («Милкиленд-Украина»), 2 предприятия в России — Останкинский молочный комбинат (Москва, с 2017 года находится под процедурой банкротства) и «Рыльский сыродел» (Рыльский район Курской области), а также мазовецкий сыродельный завод «Островия» в Польше. Общее число сотрудников предприятий — более 7 тыс. человек.
Сырьевая база построена на основе предприятия «Милкиленд-Агро», объединяющего агрохозяйства с совокупным молочным стадом более 3,6 тыс. коров, которые ежедневно производят более 45 тонн молока, кроме того заявляется о совокупном молочном стаде около 21 тыс. коров и 17 тыс. членах в созданных компанией молокозаготовительных кооперативах. Почти третья часть сотрудников компании занимаются сбором и доставкой молока на заводы «Милкиленда».
Совокупные перерабатывающие мощности компании составляют более 1 млн тонн молока в год.
Заводы в составе «Милкиленд-Украины»:
- Филиал «Менский сыр» (владение через частное предприятие «Консалтинговая фирма „Прометей“»);
- Филиал «Славутский маслодельный комбинат» («Консалтинговая фирма „Прометей“»);
- Филиал «Львовский молочный комбинат» («Консалтинговая фирма „Прометей“»);
- Частное акционерное общество «Черниговский молокозавод»;
- Филиал «Ахтырский сыркомбинат» (владение через частное предприятие «Рось»);
- Филиал «Роменский молочный комбинат» («Рось»);
- Филиал «Сумской молочный завод» (владение через частное предприятие «Аромат»);
- Открытое акционерное общество «Миргородский сыродельный комбинат»;
- Дочернее предприятие «Агролайт».

## Продукция
Заводы «Милкиленд-Украина» производят цельномолочную продукцию, сыры, фасованное и весовое сливочное масло, а также сухие молочные продукты (сухая молочная сыворотка обычная и деминерализованная, кислотный и технический казеин, сухое обезжиренное молоко и сухое цельное молоко).
Продукция выпускается под марками «Добряна» (Украина, 22-е место по популярности среди украинских брендов), «Коляда» (Украина), «Останкинская» (Россия), «36 копеек» (Россия), «Ostrowia» (Польша), «Milkiland» (международный бренд).